# Anterhynchium luctuosum
Anterhynchium luctuosum är en stekelart som först beskrevs av Gerst. 1857.  Anterhynchium luctuosum ingår i släktet Anterhynchium och familjen Eumenidae. Inga underarter finns listade i Catalogue of Life.